# Hassan Sunny
Hassan Sunny, né le 2 avril 1984 à Singapour, est un footballeur international singapourien. Il évolue au poste de gardien de but.

## Biographie

### Carrière en équipe nationale
Hassan Sunny joue son premier match en équipe nationale le 18 février 2004 lors d'un match des éliminatoires de la Coupe du monde 2006 contre l'Inde (défaite 1-0).
Au total, il compte 51 sélections officielles et 0 but en équipe de Singapour depuis 2004.
En 2024, lors d'un match de qualifications pour la Coupe du monde 2026 entre la Thaïlande et Singapour, malgré la victoire thaïlandaise 3-1, il réalise un grand nombre d'arrêts, ce qui permet à la Chine de se qualifier pour le tour suivant, à la différence de buts. Pour le remercier, des Chinois habitant à Singapour, puis des résidents du pays, lui envoient de l'argent. D'autres se rendent massivement dans le restaurant familial, tenu par sa femme. Finalement, il décide de mettre fin à la collecte d'argent après avoir récolté une somme importante, dont il reverse finalement une partie à des associations.

## Palmarès

### En club
- Avec le Tampines Rovers :
  - Champion de Singapour en 2011

- Avec les Warriors FC :
  - Champion de Singapour en 2014
  - Vainqueur de la Coupe de Singapour en 2012

### En sélection nationale
- Vainqueur du Championnat d'Asie du Sud-Est en 2004 et 2007

### Distinctions personnelles
- Meilleur joueur du Championnat de Singapour en 2014